# Понтуаз (округ)
Округ Понтуаз (фр. Arrondissement de Pontoise) — округ у Франції, в департаменті Валь-д'Уаз. 2023 року округ об'єднував 105 муніципалітетів, населення становило 348 678 осіб.
Адміністративний центр (супрефектура) — Понтуаз.

## Муніципалітети
Список муніципалітетів округу та їхні коди INSEE:
1. Аблеж (95002)
2. Аверн (95040)
3. Амблевіль (95011)
4. Аменюкур (95012)
5. Аравільє (95298)
6. Арронвіль (95023)
7. Арті (95024)
8. Бантлю (95046)
9. Бервіль (95059)
10. Берн-сюр-Уаз (95058)
11. Бетмон-ла-Форе (95061)
12. Бомон-сюр-Уаз (95052)
13. Бре-е-Лю (95101)
14. Бреансон (95102)
15. Бриньянкур (95110)
16. Брюєр-сюр-Уаз (95116)
17. Буазмон (95074)
18. Буассі-л'Айрі (95078)
19. Бюї (95119)
20. Бютрі-сюр-Уаз (95120)
21. Валлангужар (95627)
22. Вальмондуа (95628)
23. Ветей (95651)
24. В'єнн-ан-Арті (95656)
25. Ві-ді-Жолі-Віллаж (95690)
26. Віллер-ан-Арті (95676)
27. Вільє-Адам (95678)
28. Віньї (95658)
29. Вореаль (95637)
30. Гірі-ан-Вексен (95295)
31. Гризі-ле-Платр (95287)
32. Гузангрез (95282)
33. Едувіль (95304)
34. Енкур (95008)
35. Еннрі (95211)
36. Епіє-Рюс (95213)
37. Ераньї (95218)
38. Ерувіль (95308)
39. Жененвіль (95270)
40. Женікур (95271)
41. Жуї-ле-Мутьє (95323)
42. Клері-ан-Вексен (95166)
43. Коммені (95169)
44. Кондекур (95170)
45. Кормей-ан-Вексен (95177)
46. Курдіманш (95183)
47. Курсель-сюр-Вйон (95181)
48. Ла-Рош-Гвіон (95523)
49. Ла-Шапель-ан-Вексен (95139)
50. Лаббвіль (95328)
51. Ле-Белле-ан-Вексен (95054)
52. Ле-Ольм (95303)
53. Ле-Перше (95483)
54. Лівільє (95341)
55. Л'Іль-Адам (95313)
56. Лонгесс (95348)
57. Маньї-ан-Вексен (95355)
58. Марин (95370)
59. Менувіль (95387)
60. Менюкур (95388)
61. Мер'єль (95392)
62. Мері-сюр-Уаз (95394)
63. Модетур-ан-Вексен (95379)
64. Монжеру (95422)
65. Монтрей-сюр-Епт (95429)
66. Мур (95436)
67. Муссі (95438)
68. Невіль-сюр-Уаз (95450)
69. Неї-ан-Вексен (95447)
70. Нель-ла-Валле (95446)
71. Нервіль-ла-Форе (95445)
72. Нуазі-сюр-Уаз (95456)
73. Нуентель (95452)
74. Нюкур (95459)
75. Овер-сюр-Уаз (95039)
76. Одан (95309)
77. Омервіль (95462)
78. Оні (95476)
79. От-Іль (95301)
80. Пармен (95480)
81. Персан (95487)
82. Понтуаз (95500)
83. Прель (95504)
84. Пюїзе-Понтуаз (95510)
85. Ронкроль (95529)
86. Сажі (95535)
87. Сантей (95584)
88. Сен-Жерве (95554)
89. Сен-Клер-сюр-Епт (95541)
90. Сен-Сір-ан-Арті (95543)
91. Сент-Уан-л'Омон (95572)
92. Серенкур (95592)
93. Сержі (95127)
94. Тевіль (95611)
95. Темерикур (95610)
96. Фремекур (95254)
97. Фременвіль (95253)
98. Фрувіль (95258)
99. Шампань-сюр-Уаз (95134)
100. Шар (95142)
101. Шармон (95141)
102. Шеранс (95157)
103. Шоврі (95151)
104. Шоссі (95150)
105. Юс (95625)